# Gangarides puerariae
Gangarides puerariae är en fjärilsart som beskrevs av Clayton Dissinger Mell 1922. Gangarides puerariae ingår i släktet Gangarides och familjen tandspinnare. Inga underarter finns listade i Catalogue of Life.